# Triangolo industriale
Il triangolo industriale  è un'area fortemente industrializzata e attiva corrispondente al triangolo con vertici in alcune città. Per antonomasia si riferisce a quello Torino-Milano-Genova.

## Storia

### Torino-Milano-Genova
Il primo triangolo industriale italiano (chiamato anche To-Mi-Ge) è quello del nord-ovest d'Italia corrispondente ai vertici di Torino, Milano e Genova. È in quest'area che tra la fine del XIX secolo e gli inizi del XX secolo prese piede l'industrializzazione su larga scala dell'economia italiana. L'industrializzazione era finanziata dalle due banche universali di modello tedesco, la Banca Commerciale Italiana ed il Credito Italiano. La politica di questi istituti di credito era quella di spingere i gruppi industriali da loro finanziati verso un processo di concentrazione di modello tedesco, che, oltre alla concentrazione verticale delle diverse fasi produttive, comprendeva anche una concentrazione territoriale. Fu tale dinamica che portò alla nascita del triangolo industriale del Nord-Ovest, in cui gruppi come Fiat, Ansaldo e Breda fecero crescere le rispettive città, trasformandole in metropoli industriali.
Nel dopoguerra il triangolo industriale, concentrando la maggior parte dell'offerta di lavoro, divenne un'area di forte immigrazione interna proveniente dalle altre aree d'Italia, centro, sud e nord-est, fino a ben oltre gli anni sessanta del cosiddetto miracolo economico. Caratteristiche di questo triangolo industriale sono state l'industria siderurgica e l'industria metalmeccanica in forme di medie e grandi aziende.

### Venezia-Padova-Treviso
Negli anni 1980 e 1990, in concomitanza alla terziarizzazione dell'economia italiana, si inizia a parlare del triangolo del nord-est (Venezia, Padova, Treviso) caratterizzati dalla diffusione, spesso in forma di PMI, di aziende manifatturiere e di servizi.

### Milano-Bologna-Treviso
Dopo la crisi economica del 2008-09 è stata proposta da associazioni di categoria venete la tematica di un nuovo triangolo industriale italiano tra Milano, Bologna e Treviso. Confindustria Padova e Unindustria Treviso calcolano che l'area avrebbe PIL di 324 miliardi di Euro di cui 53 miliardi di valore aggiunto manifatturiero.

### Bari-Brindisi-Taranto
La maggior parte degli insediamenti industriali situati nel triangolo Bari - Brindisi - Taranto, sono industrie per la produzione dell'acciaio e per raffinare il petrolio, nonché l'industria tessile e della plastica. Ci sono anche stabilimenti vinicoli, conservieri, del tabacco e dell'olio.